# Sae Hatakeyama
Sae Hatakeyama (japanisch 畠山 紗英 Hatakeyama Sae; * 7. Juni 1999 in Samukawa) ist eine japanische Radrennfahrerin, die im BMX-Rennsport aktiv ist.

## Sportlicher Werdegang
Hatakeyama fing im Alter von vier Jahren mit BMX-Rennen an und nahm mit Erfolg an den Challenges bei den BMX-Weltmeisterschaften teil. Als Juniorin wurde sie 2016 und 2017 zweimal Asienmeisterin und stand bei den Weltmeisterschaften jeweils im Finale. Sie war wiederholt zum Training beim Centre Mondial du Cyclisme in der Schweiz.
2021 stand sie in Verona zum ersten und bisher einzigen Mal auf dem Podium eines Weltcup-Rennens. Im olympischen BMX-Rennen 2021 vor Heimpublikum stürzte sie in der ersten Runde und erlitt einen Schlüsselbeinbruch.
Im Juli 2023 gewann Hatakeyama erstmals die japanischen Meisterschaften, zwei Wochen darauf wurde sie Asienmeisterin. Bei den Weltmeisterschaften 2023 im August erzielte sie mit dem 10. Platz ihren bis dahin besten Platz in der Elite. Bei ihren zweiten Olympischen Spielen kam sie im BMX-Rennen von Paris bis ins Halbfinale.

## Erfolge
2016
 Asienmeisterschaften (Junioren)
 Japanische Meisterin (Junioren)
2017
 Asienmeisterschaften (Junioren)
 Japanische Meisterin (Junioren)
2023
 Asienmeisterschaften
 Japanische Meisterin